# Roméo Dallaire
Roméo Antonius Dallaire (ur. 25 czerwca 1946 w Denekamp) – kanadyjski wojskowy i polityk, generał porucznik, dowódca kontyngentu sił pokojowych ONZ w Rwandzie w latach 1993–1994, senator w latach 2005–2014, pisarz, działacz społeczny.

## Życiorys
Urodził się 25 czerwca 1946 roku w Denekamp w Holandii jako syn kanadyjskiego żołnierza i holenderskiej pielęgniarki. Pod koniec tego samego roku jego rodzina przeprowadziła się do Kanady. W 1963 roku wstąpił do kanadyjskiej armii. W 1970 roku ukończył Royal Military College of Canada, uzyskując tytuł Bachelor of Science, po czym został skierowany do Kanadyjskiego Królewskiego Pułku Artylerii.
W 1993 roku został mianowany szefem Misji Organizacji Narodów Zjednoczonych do spraw Pomocy Rwandzie (UNAMIR), której zadania początkowo obejmowały zapewnianie bezpieczeństwa w mieście Kigali podczas podpisywania porozumienia pokojowego między prezydentem Rwandy Juvénalem Habyarimaną a Paulem Kagame, przywódcą Rwandyjskiego Frontu Patriotycznego. Jednak po podpisaniu porozumienia samolot prezydenta został zestrzelony, co doprowadziło do ludobójstwa na plemieniu Tutsi, które rozpoczęło się w kwietniu 1994 roku, pochłaniając życie około 800 000 osób. Wbrew apelom Dallaire’a o zwiększenie liczebności sił pokojowych z 2600 do 5000 żołnierzy, ONZ zdecydowała się ją zmniejszyć do 500. Dallaire skupił się wówczas na tworzeniu specjalnych stref bezpieczeństwa, aby zapewnić schronienie prześladowanym mieszkańcom, dzięki czemu udało mu się uratować ok. 32 000 osób.
Po powrocie do Kanady otrzymał kilka stanowisk służbowych, ale odszedł z wojska w 2000 roku ze stwierdzonym PTSD. Po wydarzeniach w Rwandzie stale popadał w depresję, obwiniając się o śmierć Rwandyjczyków, a nawet próbował popełnić samobójstwo. W 2003 roku opublikował książkę pt. Shake Hands with the Devil, w której przedstawił swoje poglądy na temat tragicznych wydarzeń z 1994 roku. Książka została zaadaptowana na film dokumentalny z 2004 roku i film fabularny z 2007 roku z Royem Dupuisem w roli Dallaire’a. W 2004 roku został odznaczony Medalem Pokoju Pearsona. W latach 2005–2014 był członkiem Senatu Kanady z Quebecu i członkiem frakcji Liberalnej Partii Kanady.